# Christy Walton
Christy Ruth Walton (9 de junio de 1955) es la viuda de John T. Walton, uno de los hijos Sam Walton fundador de Wal-Mart la mayor cadena de supermercados del mundo. Después de la muerte de John en 2005, se convirtió en la  heredera de una parte de su fortuna. Actualmente reside en Jackson (Wyoming) y tiene un solo hijo. 
De acuerdo con la revista Forbes en la edición de marzo de 2012, se le considera entre las personas de su género más acaudaladas, ubicándola en el sexto lugar entre las personas más ricas de los Estados Unidos de América y la número 8 del mundo. Su patrimonio para julio de 2020 es de US$ 7.2 billones de dólares.

## Actividades filantrópicas
Hace un par de años la ya extinta revista Condé Nast Portfolio, la incluía en su "Giving Index" como uno de los filántropos globales más generosos.
Walton es parte de The Philanthropy Roundtable, una de las asociaciones filantrópicas más grandes de los Estados Unidos. De igual forma, es miembro del consejo directivo del museo de historia natural de San Diego The San Diego Natural History Museum.La Sociedad Zoológica de San Diego the San Diego Zoological Society y el Mingei International Museum todas instituciones a las que ella hace donativos de forma constante. En 2006 Walton donó su vieja casa ubicada en National City, CA. de arquitectura victoriana al International Community Foundation – Centro de para la filantropía transfronteriza, la cual fue construida en 1896. National City, California.  Desde entonces, ella ha donado más de US$4 millones para la preservación del edificio.
Adicionalmente, la Sra. Walton apoya también a la fundación de beneficencia de la Familia Walton http://www.waltonfamilyfoundation.org/ donde se provee de apoyo caritativo a innumerables instituciones y organismos de ayuda social. Su prioridad es la educación, medio ambiente y mejoramiento en la calidad de vida (esta última enfocada primordialmente al estado de Arkansas). Se estima que sólo en el año 2007, la familia Walton donó a la fundación más de US$1,600 millones.